# Tropický deštný les

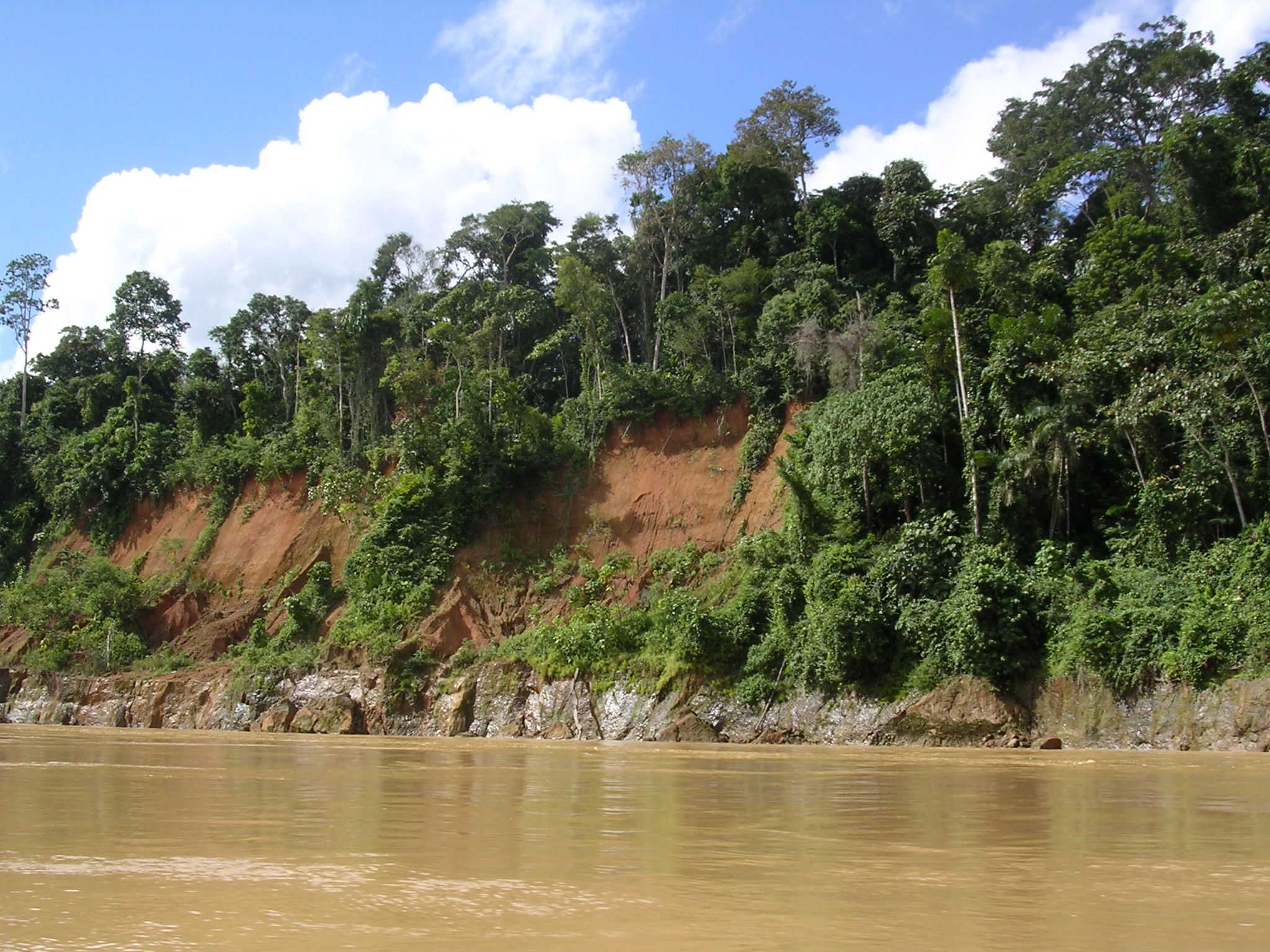
Amazonka

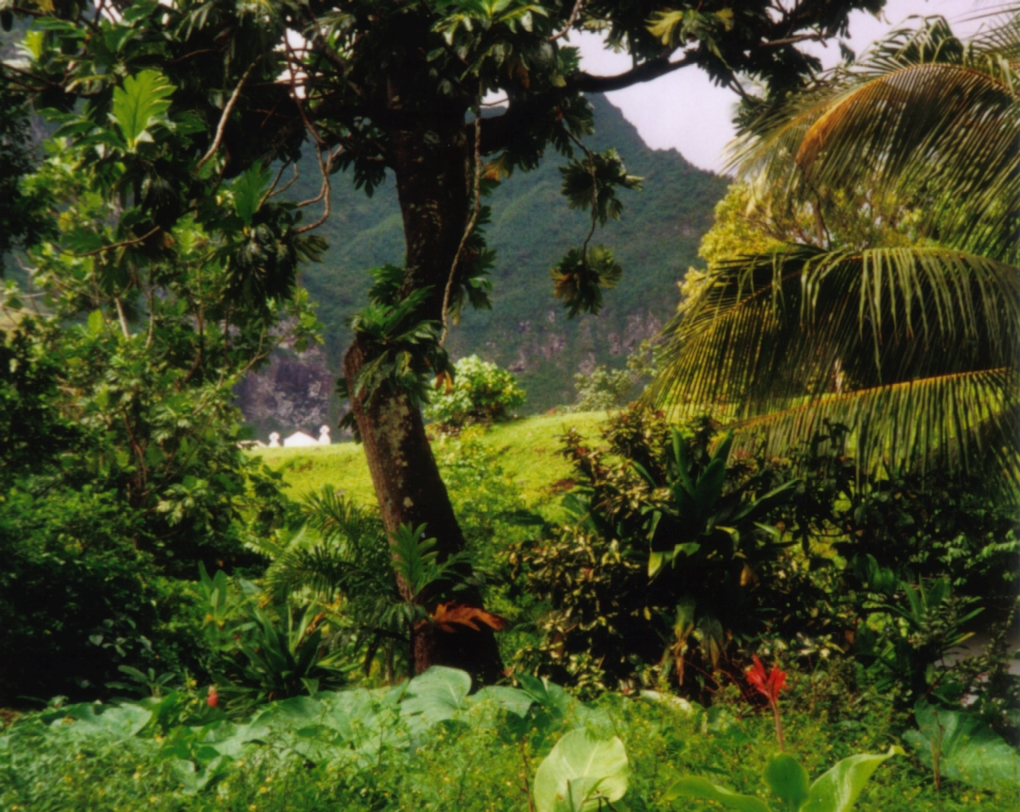
Deštný prales na ostrově Fatu Hiva

Výskyt tropických lesů na Zemi během posledního maxima doby ledové (tmavozelené oblasti).

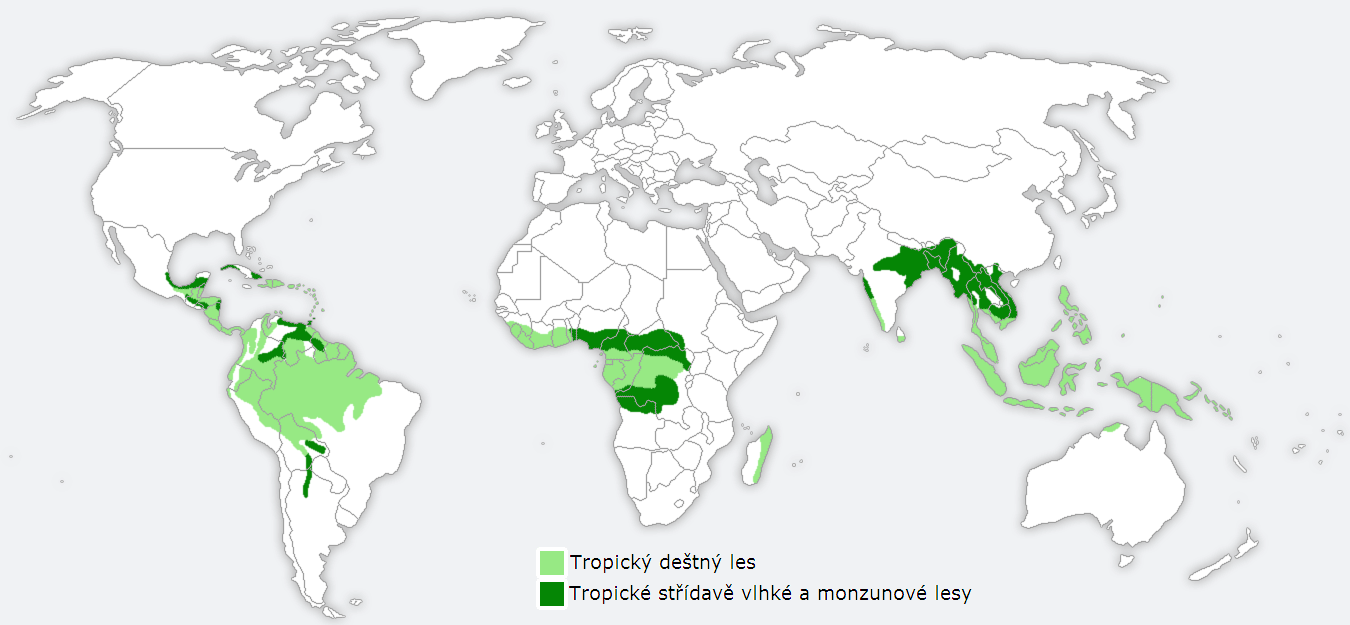
Výskyt tropických lesů na Zemi v současnosti.

Tropický deštný les, též tropický deštný prales, je zalesněný biom s trvale teplým a vlhkým podnebím. Nevznikl působením člověka. Obvykle se uvádí jako dolní hranice celoročních srážek 2000 mm (v různých pojetích 1700–2500 mm). Podmínkou je, aby klima bylo vlhké skutečně celoročně, tzn. aby i v nejsušších měsících spadlo minimálně 60 mm srážek. Tento biom nalezneme zejména v rovníkových oblastech Země, byť některé okrajové enklávy mohou díky místním specifikům zasahovat až do subtropů. Nejrozsáhlejší je Amazonský deštný prales, dále Konžský deštný prales a pralesy na poloostrovech a ostrovech Přední a Zadní Indie. Krom nich ještě existují menší ostrovní pralesy v Karibiku, Indickém oceánu a rovníkové oblasti Pacifiku. Vlhkost vzduchu bývá až 100%. Časté deště vše zvlhčují a rychlý bakteriální rozklad, kterému klima přeje, vykoná zbytek. Koncentrace oxidů železa a hliníku procesem laterizace způsobuje světle červenou barvu oxisolí a někdy produkuje těžitelná ložiska (např. bauxitu, železa atd.). Na mladších substrátech, zvlášť vulkanického původu, mohou být tropické půdy relativně úrodné.
Pokud je prales vypálen, popel obohatí půdu, která je tak velmi úrodná, nicméně díky dešťům dochází k rychlé půdní erozi a živiny jsou rychle vyplaveny, takže již po 2–3 letech se získaná oblast nedá pro zemědělství použít.
V současné době se odhaduje rozloha tropických deštných pralesů na 15 mil. km².

## Biotické podmínky
Tropický deštný prales je biom s největším počtem druhů organismů (viz druhová diverzita), většina z nich je nejspíše dosud nepoznána. Odhaduje se, že v tropických lesích žijí 2/3 všech známých rostlinných a suchozemských živočišných druhů této planety.

### Stromové patro

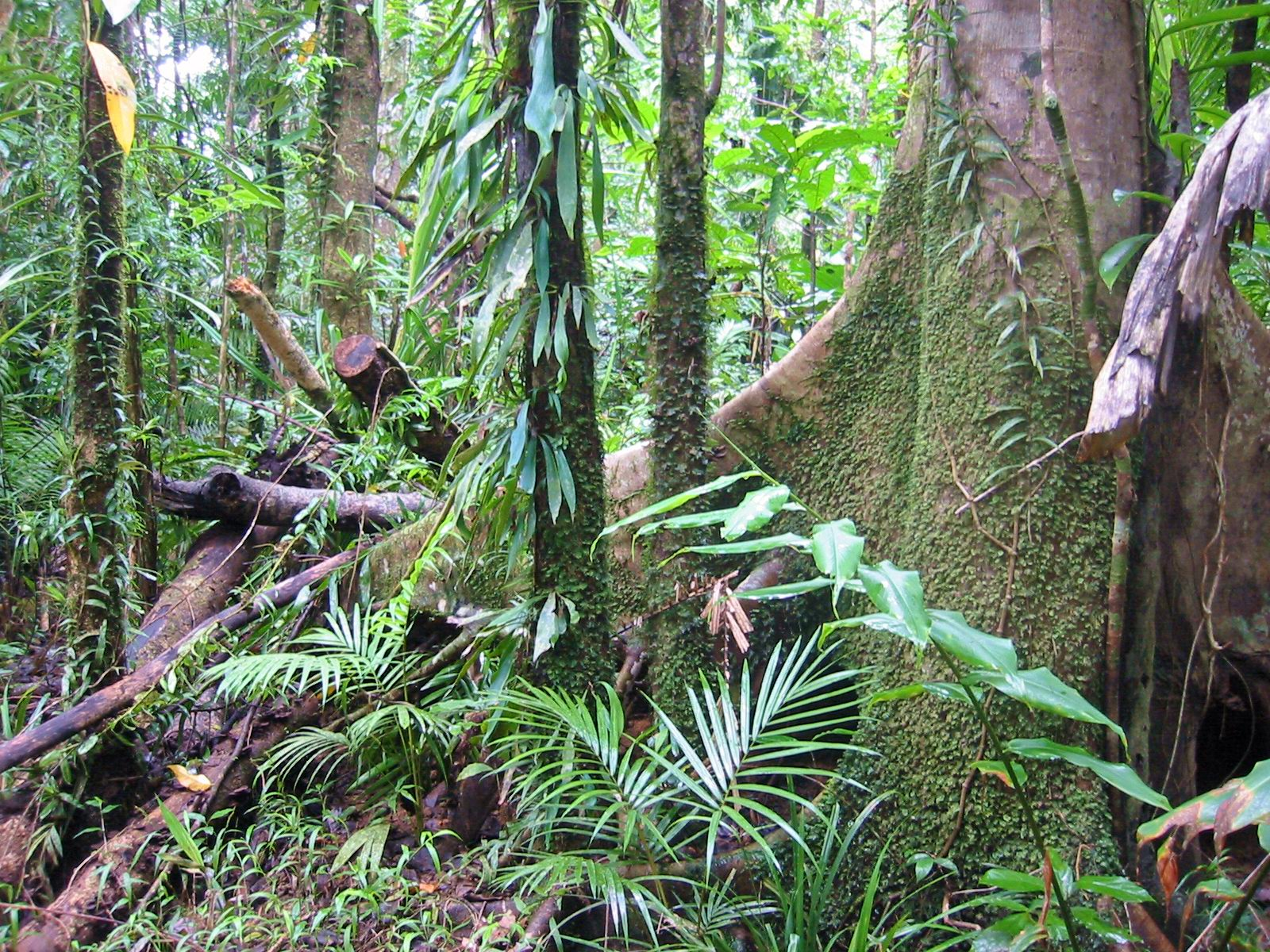
Tropický deštný les v australském Queenslandu

Tropické stromy mohou mít některé vlastnosti, které nejsou běžné u stromů jiných pásem. Vzhledem k obrovské konkurenci o světlo, které přispívá hustota vegetace i podnebí přející rychlému růstu biomasy, je tropický deštný les místo, kde rostou jedny z nejvyšších stromů. Vzhledem k rozsáhlosti stromového patra lesa a odlišným podmínkám, které v jeho různých částech panují, si je biologové dělí na pásma (resp. vrstvy nebo úrovně, např. A–C, přičemž A je nahoře). Někteří ještě speciálně vyčleňují pásmo pro ojedinělé stromy výrazně přerůstající své okolí.

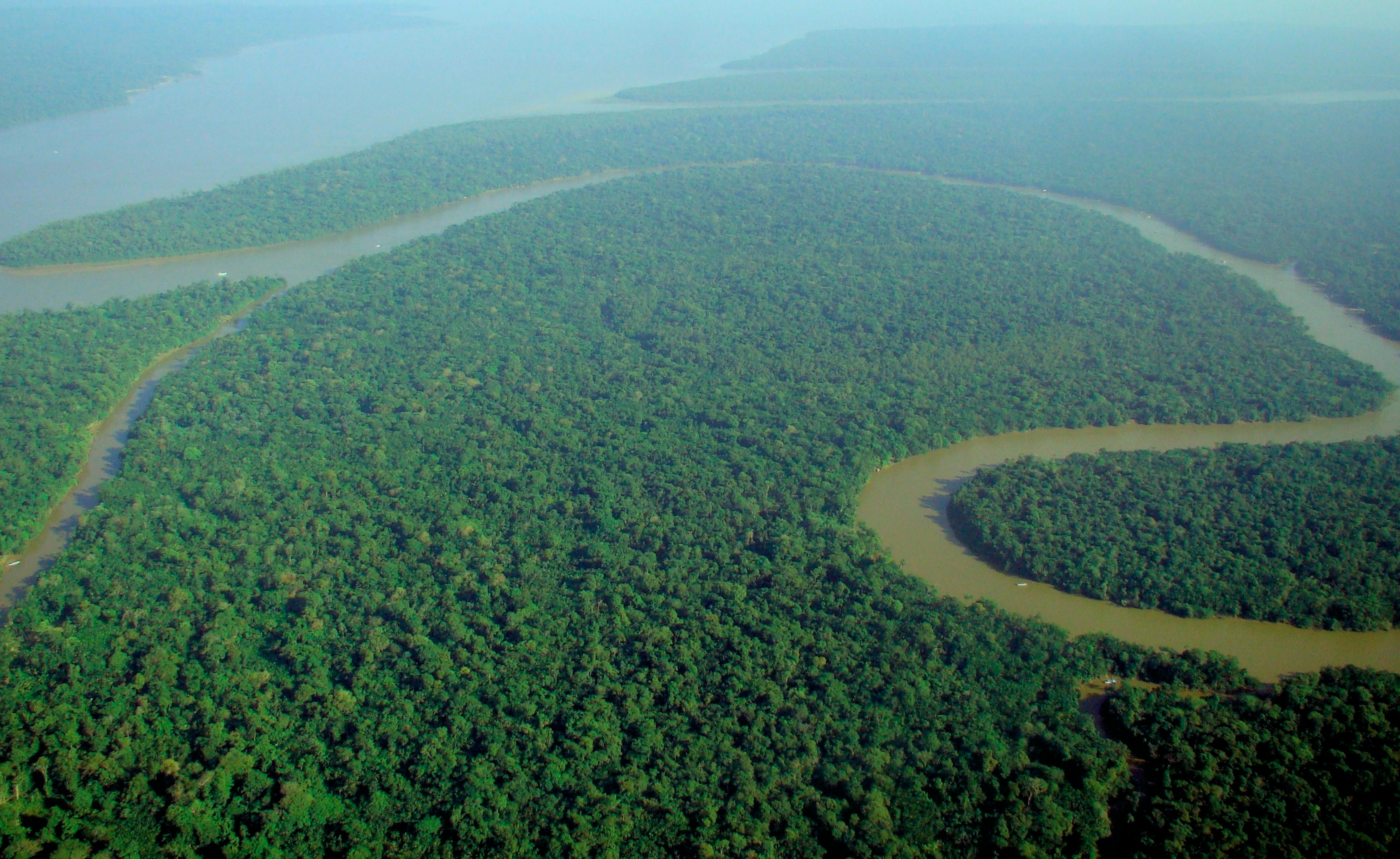
Amazonský prales

Mnoho druhů má široké dřevěné obruby (kořenový náběh) na spodku kmene. Původně se myslelo, že slouží na podporu stromu, ale teď vychází, že kanály kořenového náběhu proudí rozpuštěné živiny z kořenů.
Velké listy jsou společné stromům vrstvy C. Mladé stromy určené pro vrstvy A a B též mohou mít velké listy. Když dosáhnou koruny stromů úrovně A, nové listy budou menší. Velký povrch listů pomáhá zachytit světlo v nižších vrstvách lesa. Odkapávací cípy ulehčují odvedení srážek z listu na podporu transpirace (vypařování). Vyskytují se v nižších vrstvách a mezi mladými stromy druhů vynořující se vrstvy A.
Stromy jsou často dobře spojeny ve vrchní vrstvě speciálně růstem dřevěných popínavých rostlin nebo lián. Rostliny s epifytickou adaptací rostou na povrchu existujících stromů a dělí se s nimi o sluneční světlo.
Kůra stromů často bývá velmi tenká, často jen 1–2 mm. Obvykle je velmi jemná, ale někdy ji chrání trny.

### Podrost
Podrost v deštném lese je často omezen nedostatkem světla na spodní úrovni. To umožňuje lidem a zvířatům se v lese pohybovat. Jsou-li koruny stromů z nějakého důvodu poškozeny nebo ztenčeny, země pod nimi je brzy kolonizována hustou spletí popínavých rostlin, křoví a malých stromů zvaných džungle.

### Stabilita pralesa

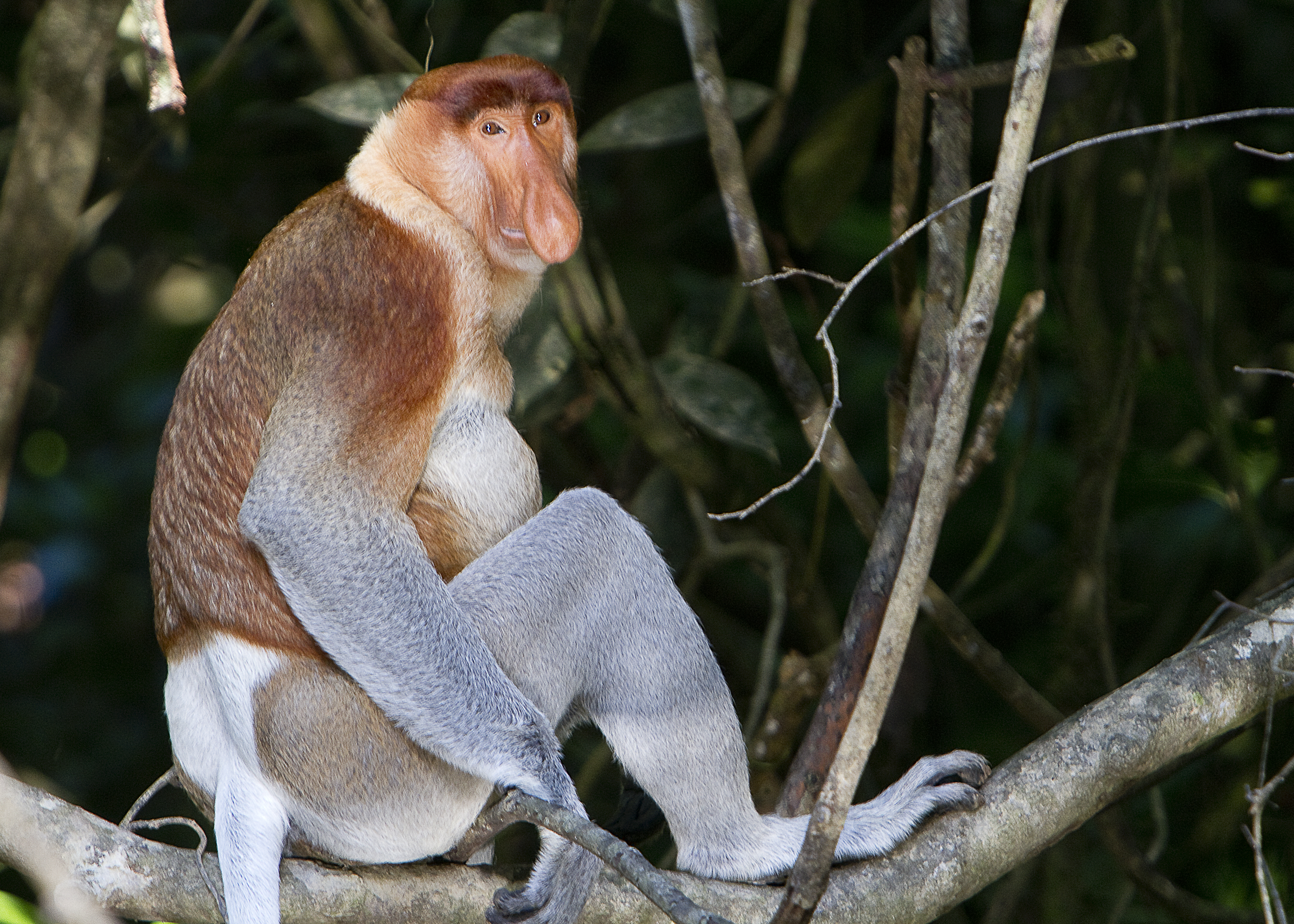
Kahau nosatý žije v deštném pralese na Borneu

Prales se jeví jako stabilní klimaxový porost, který jeví velikou odolnost vůči narušení. Drobné mýtiny, ať už se objeví z jakéhokoliv důvodu, velice rychle zarůstají. Pokud však dojde k masívní destrukci rozsáhlé oblasti (prakticky výhradně činností člověka), je tato vlivem půdní eroze a ztráty styku s původním typem porostu velice brzy znehodnocena tak, že se sem prales „jen tak vrátit“ nemůže. Přirozená obnova pralesa na místě, které bylo exploatováno a zničeno člověkem, je otázkou staletí až tisíciletí. Člověk sám pro ni může udělat jen minimum.

### Zdroje léků
Tropické deštné lesy jsou považovány za „největší lékárnu světa“, a to pro výskyt velkého počtu přírodních léčiv: Téměř polovina užívaných léků pochází z tropických deštných pralesů. Např. tropické deštné pralesy obsahují „základní ingredienty ptačích kontrolních hormonů, stimulantů a sedativ“. Vědci doufají, že zde bude v budoucnu objevena řada dalších léků. Tuto ideu dramatizuje film Medicine Man (Šaman) s Seanem Connerym v hlavní roli.

### Producent kyslíku – mýtus o „plicích planety“
Tropický deštný les má vyrovnanou bilanci, pokud jde o produkci kyslíku, protože rostliny sice vytvářejí kyslík jako vedlejší produkt fotosyntézy, ale jimi uvolněný kyslík se spotřebovává v procesech rozkladu organické hmoty (nejčastěji právě odumřelých částí rostlin). Tvrzení, že tropické deštné lesy jsou „plíce planety“ a produkují většinu kyslíku uvolněného do atmosféry, byla pouhá dezinterpretace odborných zjištění a tento mýtus vyvrátili odborníci již v 70. letech 20. století.
Tento proces vypovídá dobře o koloběhu uhlíku (C) na Zemi. Rostliny skrze fotosyntézu umožňují přijímaný plynný CO2 fixovat ve svých tělech v podobě sloučenin uhlíku jako stavební látku, která tvoří významný podíl hmoty jejich orgánů (tzn. listy, stonek, kořeny). Kyslík z vody poté uvolňují do atmosféry jako pro ně přebytečný, ale část z něj posléze odebírají při rostlinném dýchání (tzv. temnostní fáze fotosyntézy). Přesto je bilance kyslíku v atmosféře stále kladná, část uvolněného kyslíku v ní totiž zůstává. Pokud však rostlina odumře, začne se v půdě deštného lesa rozkládat a v ní uložený uhlík se uvolňuje oxidačními procesy (tzn. hnitím) a vrací se do atmosféry opět jako CO2. Půdy tropických deštných lesů mají ze všech světových typů půd zdaleka největší produkci emisí CO2 právě kvůli ohromnému obratu vzniklé organické hmoty, která se v nich posléze rozkládá.
Pokud by rozkladné procesy neprobíhaly, veškerý uhlík by se zafixoval a udržoval ve formě těl živých organismů, a CO2 by tak zcela zmizel z atmosféry. To, že je v atmosféře vysoká hladina kyslíku, je umožněno jednak vázáním uhlíku a dalších sloučenin, které by jinak s kyslíkem reagovaly, v tělech organismů, a také tím, že část uhlíku a dalších látek se pravidelně v určitém množství ukládá do sedimentů, a není tak vystavena další oxidaci. Proto je existence lesů a primárních producentů tak důležitá, neboť umožňují právě zadržování uhlíku po delší čas. Odlesňování tedy každopádně přispívá ke zvýšení hladiny CO2 v atmosféře.

## Odlesňování
Tropické lesy ovlivňuje člověk už desítky tisíc let. Tropické deštné lesy a lesy mírného pásma byly v průběhu 20. století vystaveny rozsáhlé legální i nelegální těžbě cenného tvrdého dřeva a zemědělskému kácení – žďáření – a plocha deštných pralesů na celém světě se zmenšuje. Biologové odhadují, že v důsledku likvidace biotopů s ničením deštných pralesů dochází k vymírání velkého počtu druhů (možná více než 50 000 ročně; podle E. O. Wilsona z Harvardovy univerzity by tímto tempem mohla být do 50 let vyhubena čtvrtina nebo více všech druhů na Zemi).
Dalším faktorem způsobujícím úbytek deštných pralesů je rozšiřování městských oblastí. Litorální deštné lesy rostoucí podél pobřežních oblastí východní Austrálie jsou dnes vzácné kvůli rozvoji pásové zástavby, která má uspokojit poptávku po životním stylu, požadující bydlení na břehu moře (tzv. „seachange“).
Lesy jsou ničeny rychlým tempem. Téměř 90 % deštných pralesů v západní Africe bylo zničeno. Od příchodu člověka přišel Madagaskar o dvě třetiny původního deštného pralesa. Při současném tempu by tropické deštné lesy v Indonésii byly vykáceny za 10 let a na Papui Nové Guineji za 13 až 16 let. Podle organizace Rainforest Rescue je důležitým důvodem zvyšující se míry odlesňování, zejména v Indonésii, rozšiřování plantáží palmy olejné, které mají uspokojit rostoucí poptávku po levných rostlinných tucích a biopalivech. V Indonésii se palmový olej pěstuje již na devíti milionech hektarů a spolu s Malajsií produkuje tato ostrovní země asi 85 % světové produkce palmového oleje.
Několik zemí, zejména Brazílie, vyhlásilo odlesňování za stav nouze. Podle oficiálních vládních údajů stouplo odlesňování Amazonie v roce 2008 o 69 % ve srovnání s dvanácti měsíci roku 2007. V některých případech se ukazuje, že tropický les může být odolnější vůči odlesňování, než se očekávalo.

## Geologická minulost
Nejstarší tropické deštné pralesy "moderního" vzhledu pravděpodobně existovaly na území severovýchodu Afriky už v období pozdní křídy (věk kampán, asi před 80 miliony let), jak ukázal výzkum fosilních otisků listů z této oblasti. Více se ale tento typ lesa rozšířil až v průběhu pozdějšího paleogénu a neogénu.